# Гурни-Млин (Свентокшиське воєводство)
Гурни-Млин (пол. Górny Młyn) — село в Польщі, у гміні Конське Конецького повіту Свентокшиського воєводства.
Населення — 196 осіб (2011).
У 1975-1998 роках село належало до Келецького воєводства.

## Демографія
Демографічна структура на день 31 березня 2011 року:
|          | Загалом | Допрацездатний вік | Працездатний вік | Постпрацездатний вік |
| -------- | ------- | ------------------ | ---------------- | -------------------- |
| Чоловіки | 96      | 27                 | 61               | 8                    |
| Жінки    | 100     | 14                 | 62               | 24                   |
| Разом    | 196     | 41                 | 123              | 32                   |